# Leigné-les-Bois
Leigné-les-Bois is een gemeente in het Franse departement Vienne (regio Nouvelle-Aquitaine) en telt 465 inwoners (1999). De plaats maakt deel uit van het arrondissement Châtellerault.

## Geografie
De oppervlakte van Leigné-les-Bois bedraagt 29,4 km², de bevolkingsdichtheid is 15,8 inwoners per km².
De onderstaande kaart toont de ligging van Leigné-les-Bois met de belangrijkste infrastructuur en aangrenzende gemeenten.

## Demografie
Onderstaande figuur toont het verloop van het inwonertal (bron: INSEE-tellingen).